# Campeonato Timorense de Futebol - Terceira Divisão de 2019
A Liga Futebol Amadora - Terceira Divisão de 2019 foi a segunda edição do terceiro nível do Campeonato Timorense de Futebol. Foi organizada pela Federação de Futebol de Timor-Leste e contou com 12 times participantes.

## Equipes Participantes
Nesta edição, estavam aptos a participar os times remanescentes da Terceira Divisão de 2017 (dado que em 2018 não houve torneio), além das quatro equipes rebaixadas da Segunda Divisão de 2017 (visto que não houve rebaixamento em 2018).
A LFA anunciou a inscrição para o torneio em 1 de outubro de 2019, permitindo a participação de jogadores estrangeiros nele. A tabela e os times participantes do campeonato foram anunciados em 31 de outubro, com diversas equipes novatas:
| Equipa               | Cidade   | Em 2017                 |
| -------------------- | -------- | ----------------------- |
| AC Mamura            | -        | Não participou          |
| AD Maubisse          | -        | Não participou          |
| ADR União            | Díli     | Rebaixado da 2ª Divisão |
| A.S. Inur Transforma | -        | Não participou          |
| A.S. Lero            | Lautém   | Eliminado na 1ª fase    |
| A.S. Marca           | -        | Nova equipe             |
| Emmanuel FC          | Díli     | Eliminado na 1ª fase    |
| Karau Fuik FC        | Viqueque | Eliminado na 1ª fase    |
| Kuda Ulun FC         | -        | Não participou          |
| Laleia United FC     | -        | Não participou          |
| YMCA FC              | Díli     | Rebaixado da 2ª Divisão |

## Regulamento
Nesta nova edição, as equipas foram divididas em dois grupos, onde jogaram entre si em turno único e, ao final da última rodada, a equipa primeira colocada de cada grupo classificou-se para a Segunda Divisão de 2020. Não houve realização de partida final para a definição do campeão do torneio.
Todas as partidas foram realizadas no estádio Campo Democracia de Timor-Leste, em Díli, sempre às 16 horas, de segunda a sexta-feira.

## Classificação

### Grupo A
| # | Equipa           | J | V | E | D | GP | GC | SG  | Pts | Classificação                     |
| - | ---------------- | - | - | - | - | -- | -- | --- | --- | --------------------------------- |
| 1 | Emmanuel FC (P)  | 5 | 5 | 0 | 0 | 15 | 6  | +9  | 15  | Promovido à 2ª Divisão de 2020-21 |
| 2 | AC Mamura        | 5 | 4 | 0 | 1 | 12 | 5  | +7  | 12  | Eliminados                        |
| 3 | Inur Transforma  | 5 | 3 | 0 | 2 | 9  | 5  | +4  | 9   | Eliminados                        |
| 4 | Karau Fuik FC    | 5 | 2 | 0 | 3 | 11 | 9  | +2  | 6   | Eliminados                        |
| 5 | AD Maubisse      | 5 | 1 | 0 | 4 | 4  | 12 | −8  | 3   | Eliminados                        |
| 6 | Laleia United FC | 5 | 0 | 0 | 5 | 2  | 15 | −13 | 0   | Eliminados                        |

Última atualização em 12 de dezembro de 2019
Fonte: [carece de fontes?]
Regras para classificação: 1º pontos; 2º saldo de gols; 3º gols pró.
(C) = Campeão; (R) = Rebaixado; (P) = Promovido; (O) = Vencedor do play-off; (A) = Classificado para a próxima fase. 
Somente aplicável se a temporada não tiver terminado: 
(Q) = Classificado para a fase do torneio indicada; (TQ) = Classificado para o torneio, mas não para a fase indicada; (DQ) = Desclassificado do torneio.

### Grupo B
| # | Equipa         | J | V | E | D | GP | GC | SG  | Pts | Classificação                     |
| - | -------------- | - | - | - | - | -- | -- | --- | --- | --------------------------------- |
| 1 | A.S. Marca (P) | 4 | 3 | 1 | 0 | 14 | 3  | +11 | 10  | Promovido à 2ª Divisão de 2020-21 |
| 2 | YMCA FC1       | 3 | 2 | 1 | 0 | 6  | 1  | +5  | 7   | Eliminados                        |
| 3 | A.S. Lero1     | 3 | 2 | 0 | 1 | 5  | 4  | +1  | 6   | Eliminados                        |
| 4 | Kuda Ulun FC   | 4 | 0 | 1 | 3 | 4  | 8  | −4  | 1   | Eliminados                        |
| 5 | ADR União      | 4 | 0 | 1 | 3 | 2  | 15 | −13 | 1   | Eliminados                        |

Última atualização em 12 de dezembro de 2019
Fonte: [carece de fontes?]
Regras para classificação: 1º pontos; 2º saldo de gols; 3º gols pró.
(C) = Campeão; (R) = Rebaixado; (P) = Promovido; (O) = Vencedor do play-off; (A) = Classificado para a próxima fase. 
Somente aplicável se a temporada não tiver terminado: 
(Q) = Classificado para a fase do torneio indicada; (TQ) = Classificado para o torneio, mas não para a fase indicada; (DQ) = Desclassificado do torneio.

1A derradeira partida do grupo, entre YMCA e Lero, foi cancelada devido à suspensão dos clubes após incidente na partida anterior.

## Ligações Externas
- Liga Futebol Amadora - Página oficial no Facebook